# Hirszfeldia szara
Hirszfeldia szara (Hirschfeldia incana (L.) Lagr.-Foss.) – gatunek roślin z rodziny kapustowatych. Należy do monotypowego rodzaju hirszfeldia (Hirschfeldia). Występuje w obszarze śródziemnomorskim, ale został szeroko rozprzestrzeniony na różne kontynenty na obszary pod wpływem klimatu umiarkowanego – do środkowej, północnej i wschodniej Europy, wschodniej Azji (Kraj Nadmorski), do Australii i Nowej Zelandii, do Południowej Afryki, południowej części Ameryki Południowej i zachodniej Ameryki Północnej. W Polsce ma status gatunku przejściowo zawlekanego.
Hirszfeldia należy do nielicznych w świecie roślin bioakumulatorów ołowiu – pierwiastka dla większości gatunków silnie toksycznego.
Nazwa rodzajowa upamiętnia austriackiego botanika i ogrodnika Christiana Hirschfeldta (1742–1792).

## Morfologia
PokrójRoślina jednoroczna i dwuletnia. Łodygi wzniesione, osiągające do 15 cm, czasem do 20 cm wysokości, pojedyncze lub kilka rozgałęzionych od nasady. Pędy pokryte są zwłaszcza w dolnej części szczecinkowatymi, pojedynczymi włoskami skierowanymi do dołu.
LiścieSkrętoległe, łodygowe i skupione w rozecie przyziemnej. Dolne liście ogonkowe, lirowate lub pierzastopodzielone, łodygowe krótkoogonkowe lub siedzące, pierzastodzielne lub niepodzielone, ale wówczas ząbkowane.
KwiatyPromieniste, obupłciowe, zebrane w wydłużające się podczas owocowania grona. Szypułki kwiatowe wzniesione, tęgie. Działki kielicha rozpostarte lub odgięte, podługowate, boczne bez woreczkowatej ostrogi. Płatki korony żółte. Łatka całobrzega, jajowata lub łopatkowata, zwężona w paznokieć. Sześć pręcików, czterosilnych (dwa krótsze), z miodnikami u nasady. Zalążnia górna, z 10–22 zalążkami w każdej z dwóch komór. Znamię główkowate, niepodzielone.
OwoceŁuszczyny równowąskie, na przekroju zaokrąglone lub czworoboczne, zwykle nieco powyginane, na szczycie nieco nabrzmiałe. Klapy zwykle nagie lub słabo owłosione. Nasiona kuliste, z łupiną śluzowaciejącą po zwilżeniu.

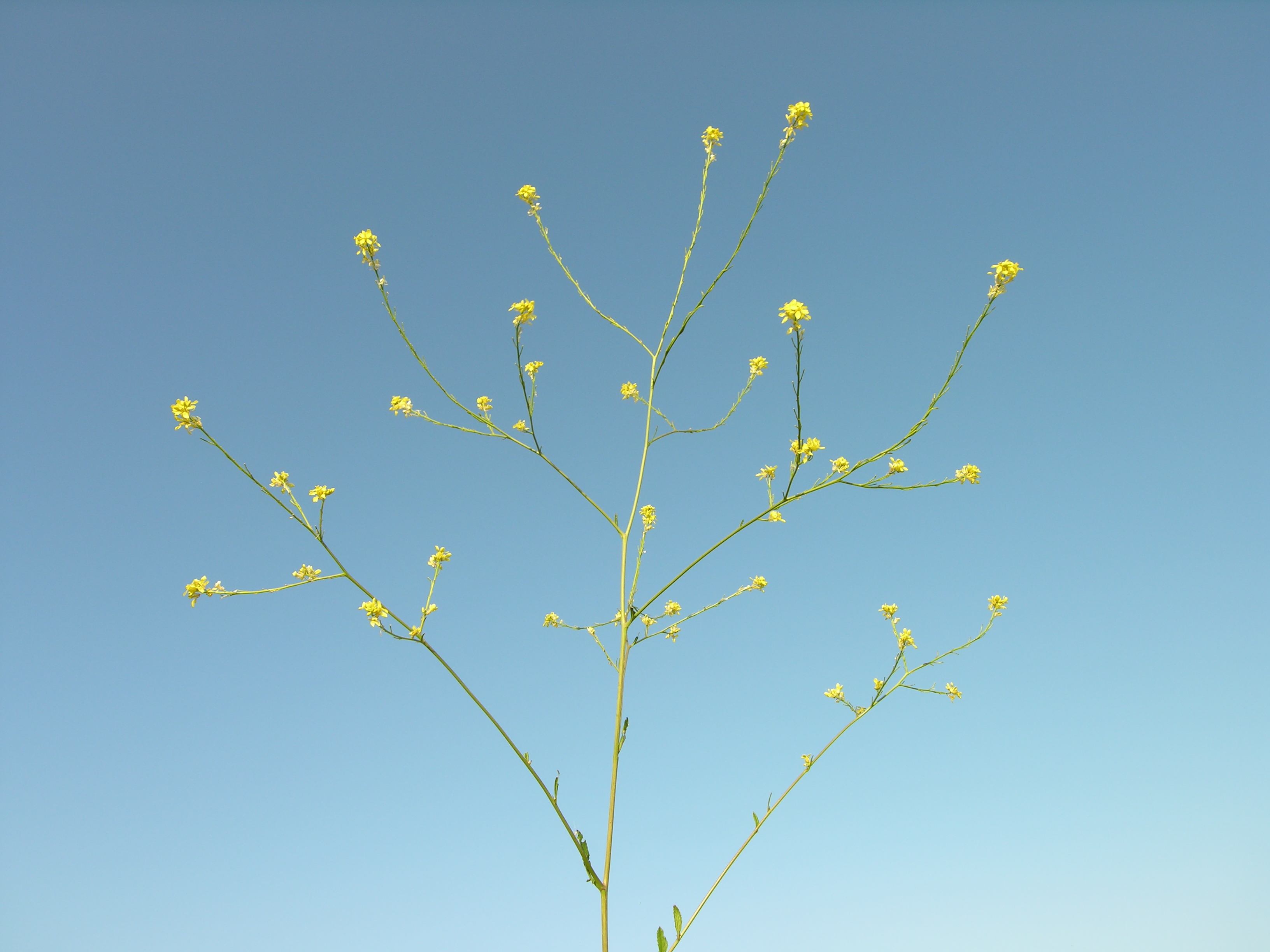
Kwiatostan
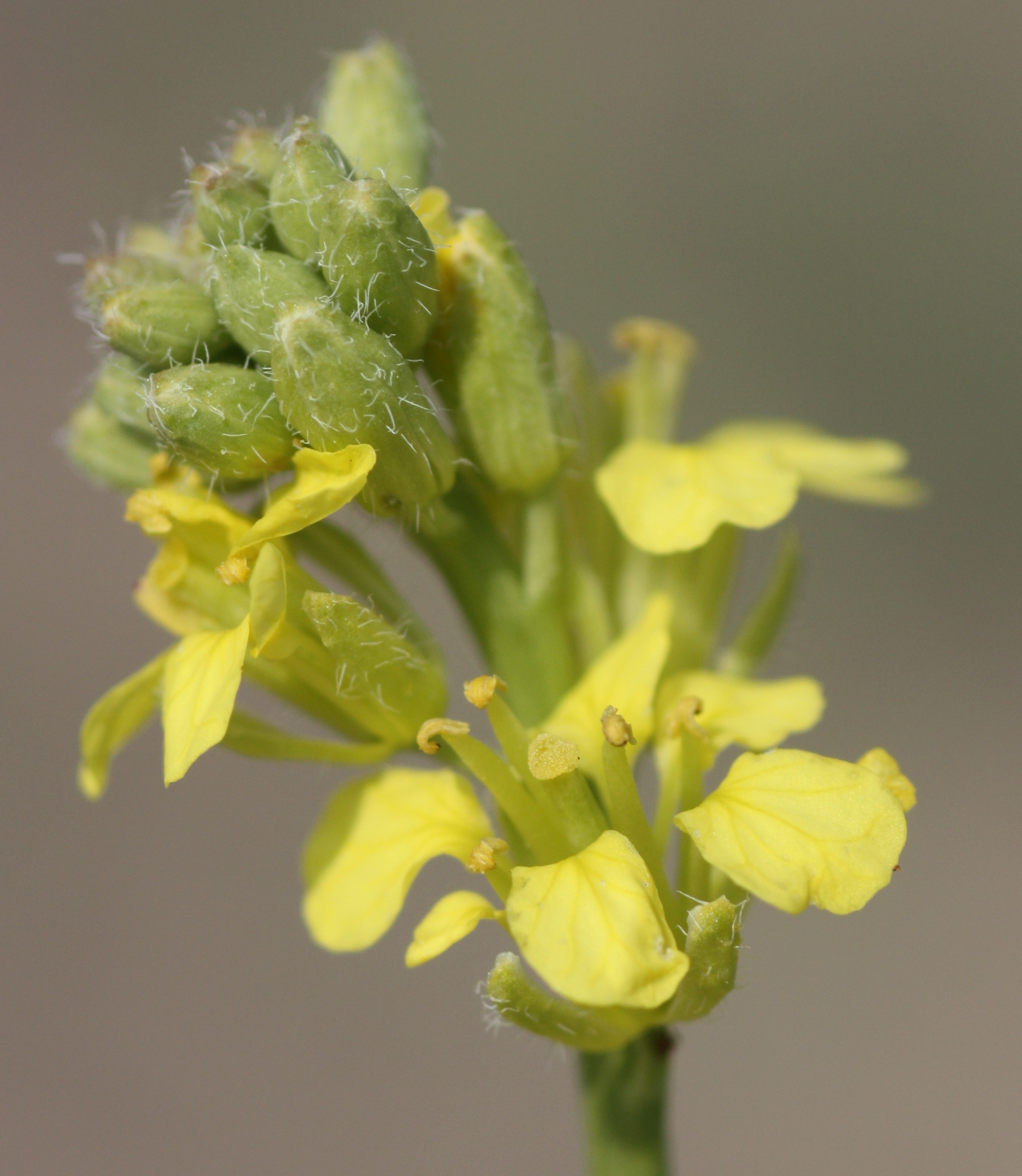
Kwiaty
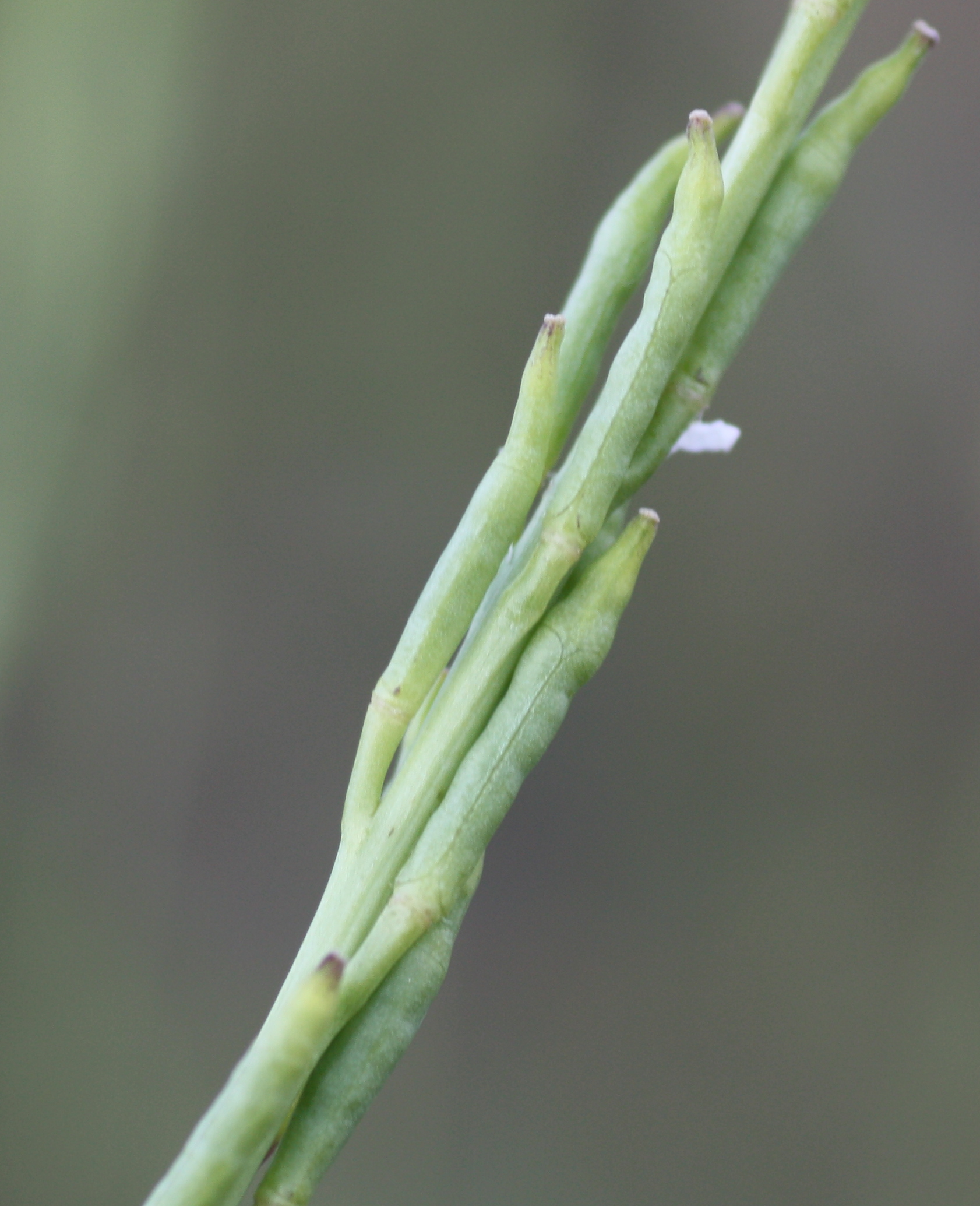
Owoce
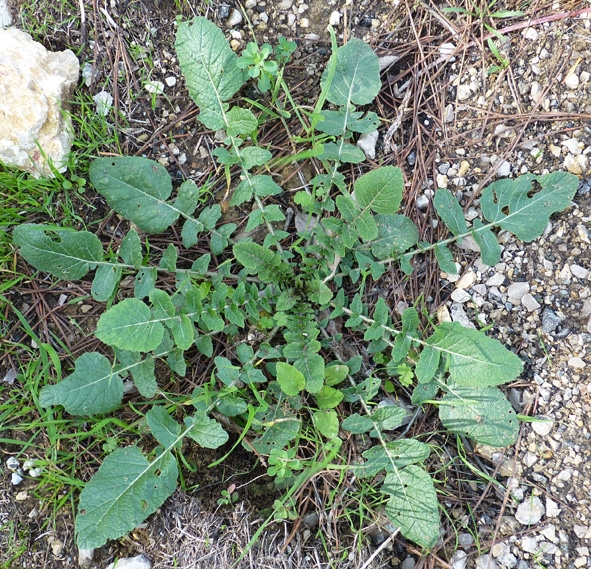
Liście odziomkowe
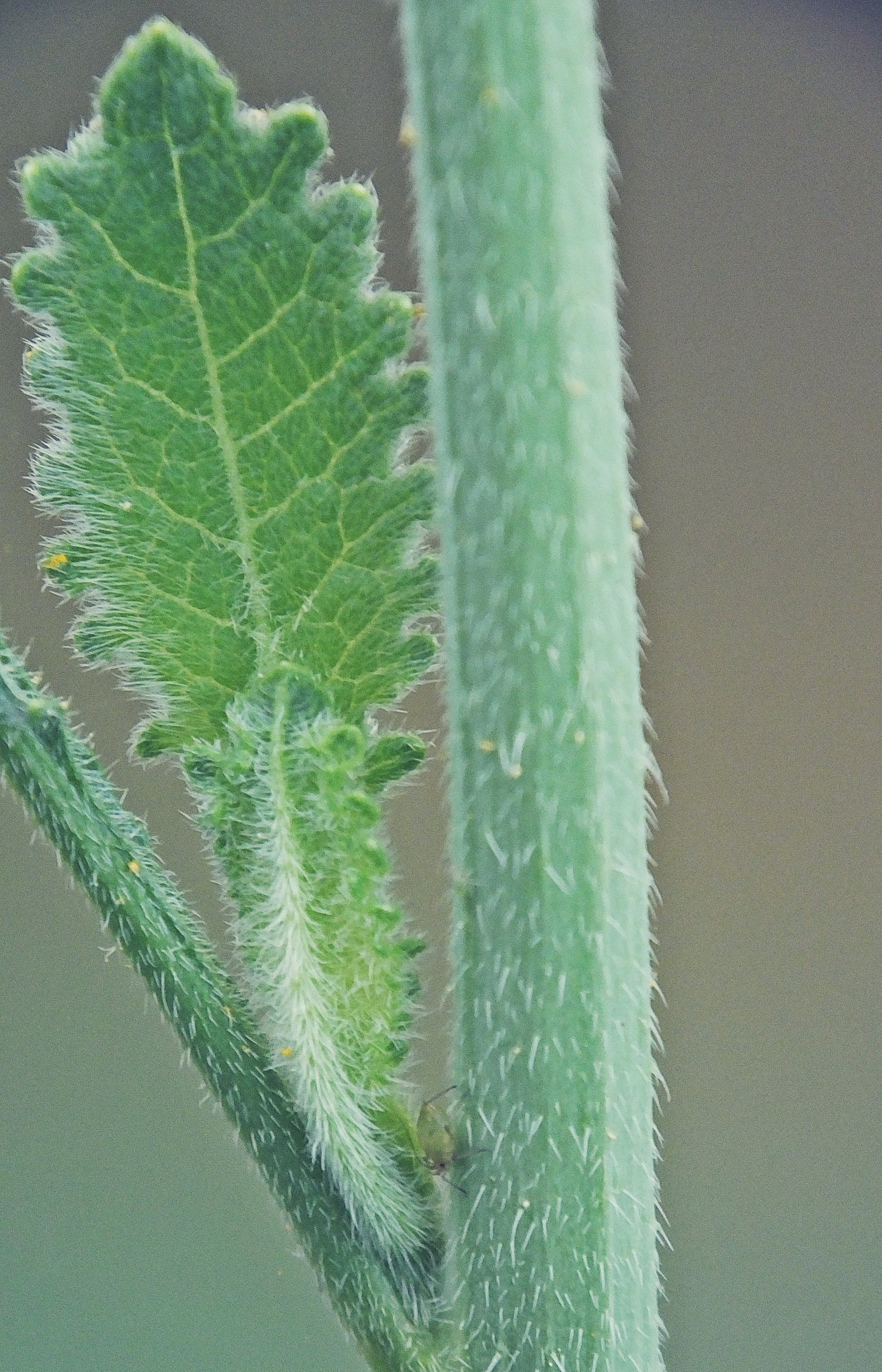
Liść łodygowy

## Systematyka
Gatunek z monotypowego rodzaju hirszfeldia Hirschfeldia Moench, Meth. 264. 4 Mai 1794. Reprezentuje plemię Brassiceae w obrębie rodziny kapustowatych Brassicaceae. Pozycja taksonomiczna gatunku jest jednak niejasna, wskazuje się na być może potrzebę włączenia go do rodzaju rukwiślad Erucastrum.